# Avatha subdiscoloralis
Avatha subdiscoloralis là một loài bướm đêm trong họ Erebidae.